# Nederpopzien
Nederpopzien was een televisieprogramma met Nederpopmuziek dat werd uitgezonden door de VARA. Het was de opvolger van Popzien en bestond  van 1973 tot 1975. In elke aflevering werd een live-optreden van een Nederlandse band uitgezonden.
Met name in het eerste seizoen was er plaats voor interviews met de optredende band, zodat gedachten en motivaties van de leden duidelijk werden. In het tweede seizoen kwamen deze op de achtergrond te staan, waardoor het programma meer weg had van enkel een live-registratie.
De artiesten werkten met hun eigen geluidsapparatuur en maakten geen gebruik van orkestratie zoals dat toen vaak voorkwam. De opzet was afwijkend ten opzichte van andere popprogramma's uit die tijd, zoals Toppop of Op losse groeven.
Het derde seizoen zou hebben bestaan uit een serie live-optredens van buitenlandse bands en zou Interpopzien hebben geheten. Dit programma kwam er echter niet omdat de VARA het niet eens was met de werkwijze van Bert Jansen. Hij was redacteur en medesamensteller van het programma in 1975. Voor hem was Peter van Zalm (1974) dat.
Cuby + Blizzards gaven hun afscheidsoptreden in dit programma en in Assen. Van de registratie in Nederpopzien werd het album met de titel Afscheidsconcert uitgebracht.